# Văn phòng Kinh tế và Văn hóa Đài Bắc
Văn phòng Kinh tế và Văn hóa Đài Bắc (tiếng Trung: 臺北經濟文化辦事處, Đài Bắc Kinh tế Văn hóa Biện sự xứ), còn gọi là Văn phòng Đại diện Kinh tế và Văn hóa Đài Bắc hay Văn phòng Đại diện Đài Bắc là văn phòng đại diện của Trung Hoa Dân Quốc (Đài Loan) tại các quốc gia không có quan hệ ngoại giao, thực tế thi hành một phần chức trách của một đại sứ quán hoặc một lãnh sự quán. Theo nguyên tắc trong chính sách một nước Trung Quốc của Cộng hòa Nhân dân Trung Hoa, các quốc gia bang giao với họ không được có quan hệ ngoại giao với Trung Hoa Dân Quốc. Do đó, các quốc gia này không cho phép Trung Hoa Dân Quốc lập một đại sứ quán hay lãnh sự quán "chính thức", thay vào đó chấp thuận để Trung Hoa Dân Quốc lập các văn phòng đại diện của mình để tiến hành các quan hệ chính phủ phi chính thức với quốc gia sở tại.
Các cơ cấu này sử dụng "Đài Bắc" thay vì "Đài Loan" hoặc "Trung Hoa Dân Quốc" do thuật ngữ "Đài Bắc" tránh ngụ ý rằng Đài Loan là một quốc gia khác biệt bình đẳng với nước Cộng hòa Nhân dân Trung Hoa, hoặc là có "hai nước Trung Quốc", sẽ gây khó khăn cho quốc gia mà cơ cấu thường trú.
Tuy nhiên, tại Papua New Guinea và Fiji, phái bộ tại địa phương mang tên "Phái đoàn Mậu dịch Trung Hoa Dân Quốc (Đài Loan) tại Papua New Guinea" và "Phái đoàn Mậu dịch Trung Hoa Dân Quốc (Đài Loan) tại nước Cộng hòa Fiji", dù hai quốc gia đều có quan hệ ngoại giao với nước Cộng hòa Nhân dân Trung Hoa. Văn phòng Đại diện Đài Bắc tại Singapore được gọi là "Phái bộ Mậu dịch Trung Hoa Dân Quốc" cho đến năm 1990.
Mục tiêu của cơ cấu theo tự thuật là "nhằm xúc tiến trao đổi và hợp tác mậu dịch, đầu tư, văn hóa, khoa học và kỹ thuật song phương, cũng như nhận thức tốt hơn", song chúng thi hành nhiều chức trách giống như của một đại sứ quán hoặc tổng lãnh sự quán thông thường, như cấp thị thực và hộ chiếu.

## Lịch sử
Sau khi nước Cộng hòa Nhân dân Trung Hoa tham gia Liên Hợp Quốc vào năm 1971, nhiều quốc gia bắt đầu thiết lập quan hệ ngoại giao với chính phủ tại Bắc Kinh, do đó kết thúc quan hệ ngoại giao với chính phủ Trung Hoa Dân Quốc tại Đài Bắc. Nhằm duy trì các quan hệ mậu dịch và văn hóa với các quốc gia không còn có quan hệ ngoại giao, Đài Loan bắt đầu lập các văn phòng đại diện tại các quốc gia này, thường là đặt lại tại các đại sứ quán cũ.
Trước thập niên 1990, tên gọi của các cơ cấu này khác biệt đáng kể giữa các quốc gia, thường bỏ qua bất kỳ ám chỉ nào đến "Đài Loan" hay "Trung Hoa Dân Quốc", mà sử dụng "Đông Á", "Viễn Đông" hoặc "Trung Quốc tự do". Các cơ cấu này tự mô tả bản thân là "trung tâm" hoặc "văn phòng", quan tâm đến mậu dịch, du lịch, văn hóa hoặc thông tin, do đó nhấn mạnh tình trạng tư nhân và phi chính thức của mình, bất chấp việc cấn bộ là nhân viên của Bộ Ngoại giao.
Thí dụ, tại Nhật Bản, đại sứ quán cũ của Trung Hoa Dân Quốc được thay thế bằng "Hiệp hội Quan hệ Đông Á" thiết lập năm 1972. Tại Malaysia, sau khi tổng lãnh sự quán tại Kuala Lumpur bị đóng cửa vào năm 1974, một cơ cấu mang tên Trung tâm Du lịch và Mậu dịch Viễn Đông được thành lập. Tại Philippines, đại sứ quán cũ tại Manila được thay thế bằng "Trung tâm Kinh tế và Văn hóa Thái Bình Dương", thành lập vào năm 1975. Tại Thái Lan, đại sứ quán cũ tại Bangkok được thay thế bằng "Văn phòng Đại diện China Airlines" vào năm 1975. Đến năm 1980, cơ cấu này đổi thành Văn phòng Thương vụ Viễn Đông tại Thái Lan.
Tại Hoa Kỳ, phái bộ của Đài Loan được thành lập vào năm 1979 mang tên "Ủy ban Điều hợp sự vụ Bắc Mỹ" (CCNAA). Tại Anh Quốc, Đài Loan lập cơ cấu đại diện mang tên "Trung tâm Trung Quốc Tự do" vào năm 1963. Tại Tây Đức, đại diện cho Đài Loan là cơ cấu Büro der Fernost-Informationen ("Văn phòng Thông tin Viễn Đông") thành lập vào năm 1972. Tại Tây Ban Nha, một cơ cấu được thành lập vào năm 1973 mang tên Centro Sun Yat-sen ("Trung tâm Tôn Trung Sơn"). Tại Hà Lan, cơ cấu mang tên "Văn phòng Thương vụ Viễn Đông".
Tuy nhiên, đến cuối thập niên 1980, các cơ cấu này bắt đầu sử dụng từ "Đài Bắc" trong danh xưng. Tháng 5 năm 1992, Các văn phòng của Hiệp hội Quan hệ Đông Á trở thành "Văn phòng Đại diện Kinh tế và Văn hóa Đài Bắc". "Trung tâm Trung Quốc Tự do" tại Luân Đôn  đồng thời đổi tên thành "Văn phòng Đại diện Đài Bắc". Tháng 9 năm 1994, Chính phủ Bill Clinton tuyên bố rằng văn phòng Ủy ban Điều hợp sự vụ Bắc Mỹ tại Washington, D.C. có thể gọi đồng thời là Văn phòng Đại diện Kinh tế và Văn hóa Đài Bắc.

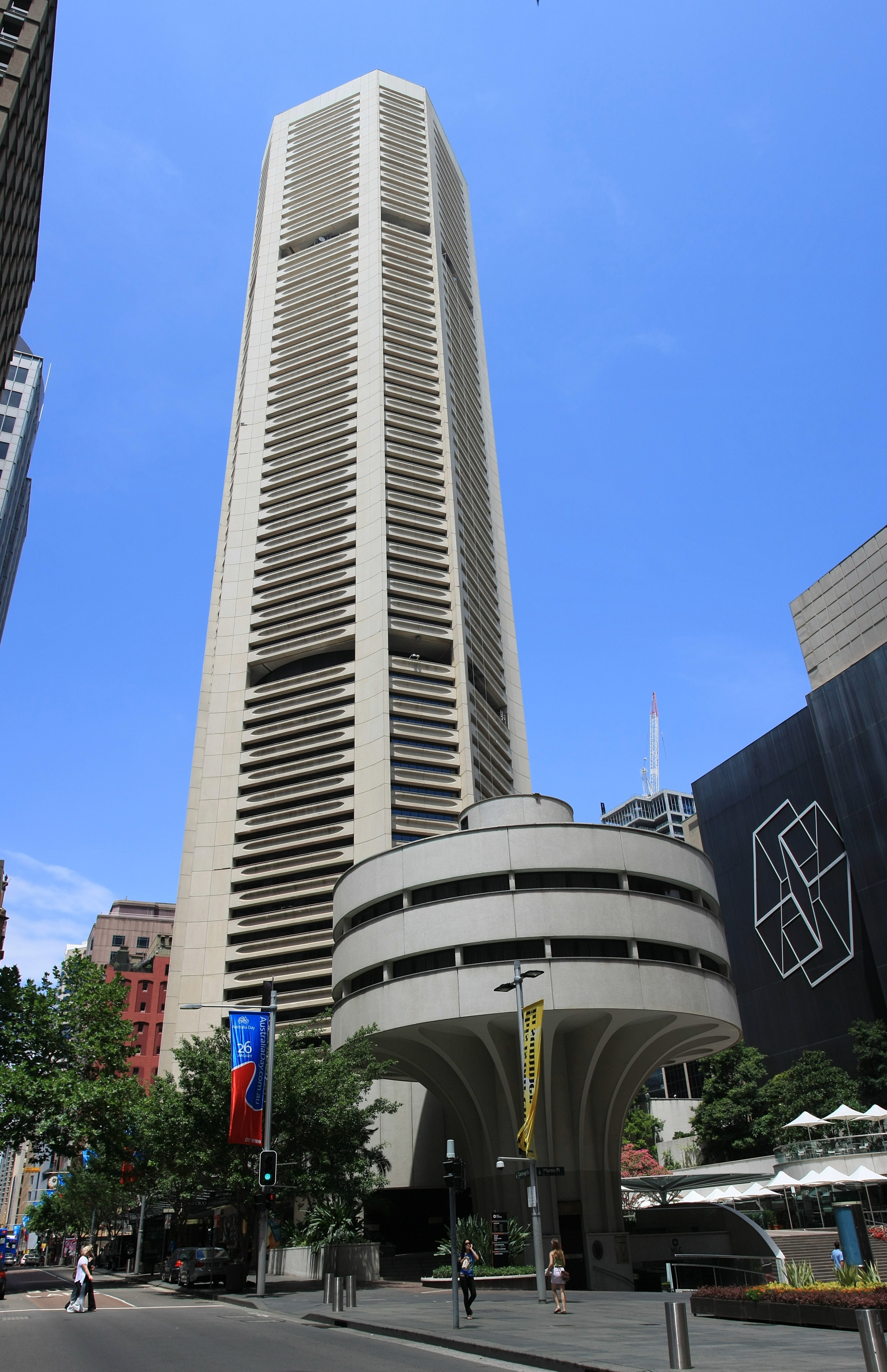
Tòa nhà có Văn phòng Kinh tế và Văn hóa Đài Bắc tại Sydney, Úc

Năm 1989, "Trung tâm Kinh tế và Văn hóa Thái Bình Dương" tại Manila trở thành "Văn phòng Kinh tế và Văn hóa Đài Bắc tại Philippines". Năm 1991, văn phòng "Dịch vụ Tiếp thị Đài Loan" được thành lập vào năm 1988 tại Canberra, Úc cũng trở thành một "Văn phòng Kinh tế và Văn hóa Đài Bắc", cùng với các văn phòng "Công ty Mậu dịch Viễn Đông" tại Sydney và Melbourne.
Các tên gọi khác vẫn được duy trì tại một số nơi, như phái bộ tại Moskva có tên gọi chính thức là "Văn phòng Đại diện tại Moskva của Ủy ban Điều hiệp Kinh tế và Văn hóa Đài Bắc-Moskva", phái bộ tại New Delhi mang tên "Trung tâm Kinh tế và Văn hóa Đài Bắc". Phái bộ tại Pretoria được gọi là "Văn phòng Liên lạc Đài Bắc".

## Cơ cấu tại Hoa Kỳ

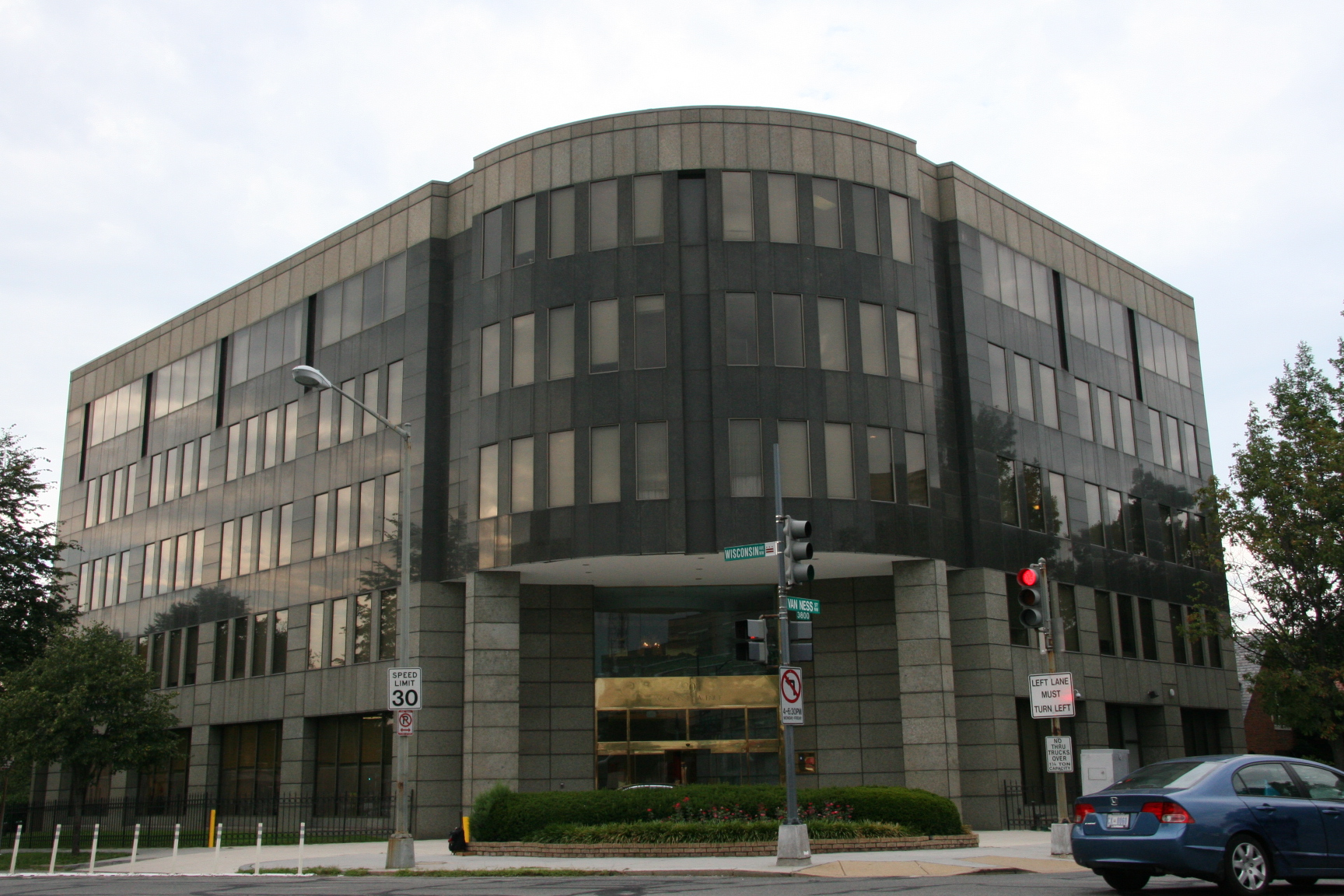
Văn phòng Đại diện Kinh tế và Văn hóa Đài Bắc tại Washington, D.C.

Tên gọi ban đầu là Ủy ban Điều hợp sự vụ Bắc Mỹ (CCNAA), tên gọi của cơ cấu tại Washington, D.C. được chuyển thành "Văn phòng Đại diện Kinh tế và Văn hóa Đài Bắc" (TECRO), khi Chính phủ Bill Clinton tái xét chính sách Đài Loan vào năm 1994. Tương tự, tên gọi của mười hai cơ cấu khác tại Hoa Kỳ được chuyển thành "Văn phòng Kinh tế và Văn hóa Đài Bắc" (TECO).
Ngày 25 tháng 5 năm 2019, chính quyền Đài Loan (Trung Quốc) tuyên bố đổi tên cơ quan ngoại giao của họ tại Mỹ. Cơ quan cũ Hội đồng điều phối các vấn đề Bắc Mỹ (Coordination Council for North American Affairs) sẽ được đổi thành Hội đồng phụ trách các vấn đề Mỹ của Đài Loan (Taiwan Council for U.S. Affairs).

## Cơ cấu tại Nhật Bản

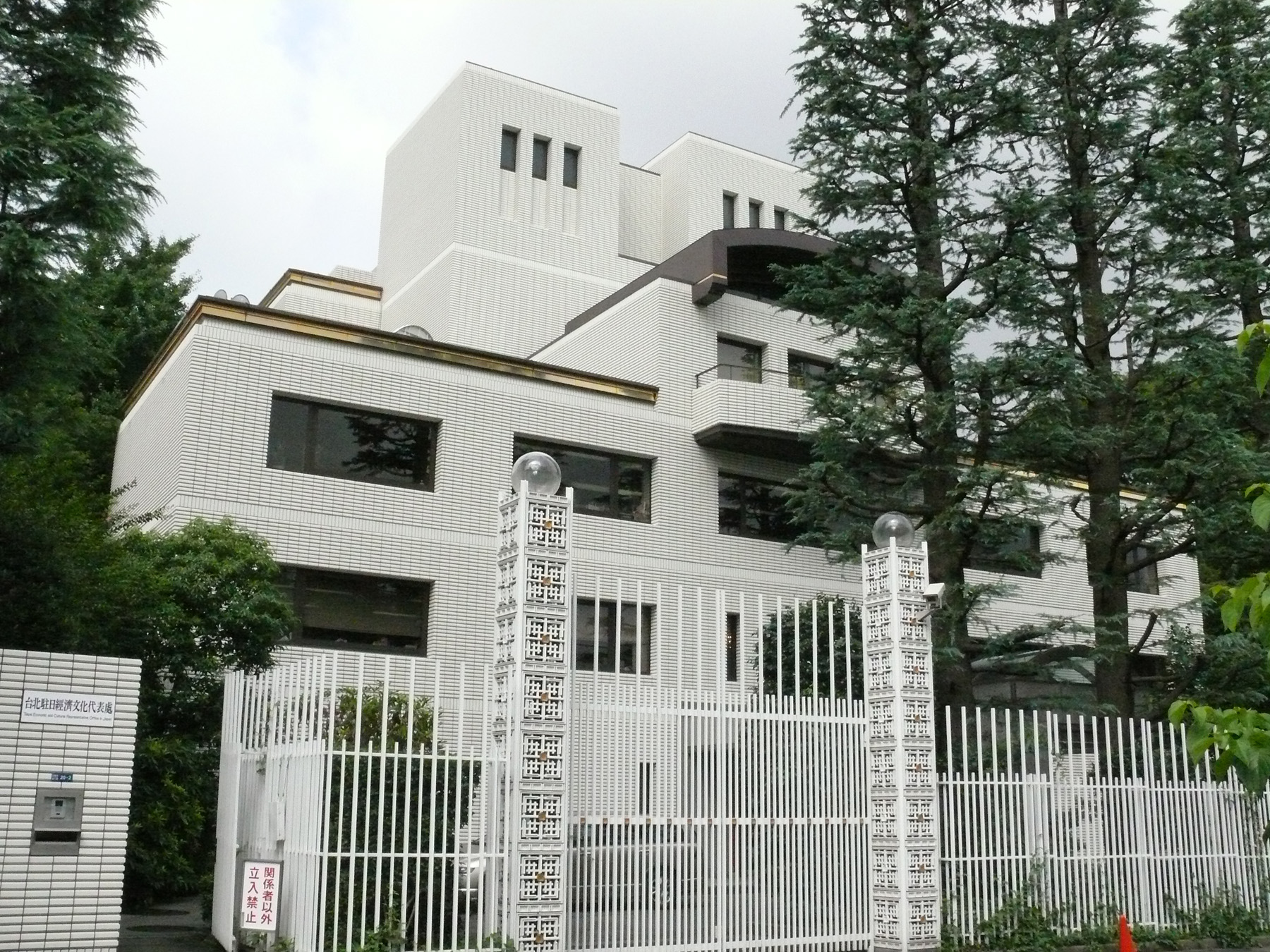
Văn phòng tại Nhật Bản.

Quan hệ ngoại giao giữa Trung Hoa Dân Quốc và Nhật Bản bị đoạn tuyệt vào tháng 9 năm 1972. Do các nguyên nhân thực tiễn, Hiệp hội Quan hệ Đông Á (AEAR) được thành lập hai tháng sau khi Tuyên bố chung Trung-Nhật được ký kết. Hiệp hội có các văn phòng tại Đài Bắc, Tokyo, Osaka, và Fukuoka. Năm 1992, nhà cầm quyền Nhật Bản đổi tên Hiệp hội thành Văn phòng Đại diện Kinh tế và Văn hóa Đài Bắc.

## Văn phòng tại Hồng Kông
Tại Hồng Kông, từ năm 1966 đại diện cho Đài Loan là 'Trung Hoa lữ hành xã', tên gọi được chọn nhằm tránh khiến Bắc Kinh khó chịu. Ngày 20 tháng 7 năm 2011, do kết quả từ quan hệ nồng nhiệt giữa Đài Loan và Bắc Kinh, tên gọi chính thức chuyển thành Văn phòng Kinh tế và Văn hóa Đài Bắc, đưa nó ngang hàng với các văn phòng đại diện Trung Hoa Dân Quốc trên thế giới.

## Văn phòng tại Ma Cao
Tại Ma Cao, từ năm 1989 đến năm 1999, đại diện cho Đài Loan là 'Văn phòng Mậu dịch và Du lịch Đài Bắc', đại diện đầu tiên của Đài Loan tại Ma Cao sau khi Quốc Dân đảng bị đẩy khỏi Ma Cao sau sự kiện ngày 3 tháng 12 năm 1966. Từ năm 1999 đến năm 2011, đại diện cho Đài Loan là 'Trung tâm Kinh tế và Văn hóa Đài Bắc'. Ngày 13 tháng 5 năm 2012, tên gọi chính thức chuyển thành Văn phòng Kinh tế và Văn hóa Đài Bắc.

## Cơ cấu tại Anh Quốc
Năm 1950, Anh Quốc chuyển sang công nhận nước Cộng hòa Nhân dân Trung Hoa, trong khi duy trì lãnh sự quán Anh Quốc tại Đạm Thủy, Đài Loan và tại đó vẫn tiếp tục tiến hành các hoạt động lãnh sự và liên quan đến mậu dịch. Lãnh sự quán đóng cửa sau khi Anh Quốc và nước Cộng hòa Nhân dân Trung Hoa nâng cấp quan hệ lên hàng đại sứ vào tháng 3 năm 1972, và đến tháng 6 năm 1980 nhà đất của lãnh sự quán được trả lại cho chính phủ Đài Loan. Văn phòng của chính phủ Trung Hoa Dân Quốc tại Anh Quốc được lập trong tháng 9 năm 1963, và đương thời mang tên Trung tâm Trung Quốc Tự do. Năm 1992, nó được duyệt lại thành Văn phòng Đại diện Đài Bắc tại Anh Quốc.

## Danh sách

### Châu Á
| - Bahrain - Manama - Brunei - Bandar Seri Begawan - Hồng Kông (kiêm nhiệm Pakistan) - Ấn Độ - New Delhi (kiêm nhiệm Bangladesh, Nepal, Bhutan) - Chennai (kiêm nhiệm Sri Lanka, Maldives) - Indonesia - Jakarta - Surabaya - Israel - Tel Aviv (kiêm nhiệm Palestine) - Nhật Bản - Tokyo - Fukuoka - Naha - Osaka - Sapporo - Yokohama - Jordan - Amman - Kuwait - Thành phố Kuwait - Ma Cao - Malaysia - Kuala Lumpur | - Mông Cổ - Ulaanbaatar - Oman - Muscat - Philippines - Manila - Hàn Quốc - Seoul - Busan - Singapore (kiêm nhiệm CHDCND Triều Tiên) - Thái Lan - Bangkok - Ả Rập Xê Út - Riyadh - Jeddah - UAE - Dubai - Việt Nam - Hà Nội (kiêm nhiệm Lào) - Thành phố Hồ Chí Minh (kiêm nhiệm Campuchia) - Nga - Moskva (kiêm nhiệm SNG) - Thổ Nhĩ Kỳ - Ankara - Myanmar - Yangon |

## Châu Đại Dương
- Úc
  - Canberra 
  - Brisbane 
  - Melbourne 
  - Sydney
- Fiji
  - Suva (kiêm nhiệm  Vanuatu,  Tonga,  Samoa)
- New Zealand
  - Wellington 
  - Auckland
- Papua New Guinea
  - Port Moresby

## Châu Âu
| - Áo - Viên - Bỉ - Bruxelles (kiêm nhiệm Liên minh châu Âu, Luxembourg) - Cộng hòa Séc - Praha - Đan Mạch - Copenhagen (kiêm nhiệm Iceland) - Phần Lan - Helsinki - Pháp - Paris - Đức - Berlin - München - Hamburg - Frankfurt am Main - Hy Lạp - Athens (kiêm nhiệm Bulgaria, Síp, Bắc Macedonia) - Hungary - Budapest - Ireland - Dublin - Ý - Roma | - Latvia - Riga (kiêm nhiệm Estonia) - Litva - Vilnius - Hà Lan - Den Haag - Na Uy - Oslo - Ba Lan - Warszawa - Bồ Đào Nha - Lisboa - Slovakia - Bratislava - Tây Ban Nha - Madrid - Thụy Điển - Stockholm - Thụy Sĩ - Bern - Genève - Anh Quốc - Luân Đôn - Edinburgh - Tổ chức Thương mại Thế giới - Genève |

## Châu Phi
- Nigeria
  - Abuja
- Nam Phi
  - Pretoria 
  - Cape Town

## Châu Mỹ
| - Argentina - Buenos Aires - Brasil - Brasilia - São Paulo - Canada - Ottawa - Toronto - Vancouver - Chile - Santiago de Chile - Colombia - Bogotá - Ecuador - Quito - México - Thành phố Mexico - Perú - Lima | - Hoa Kỳ - Washington, D.C. - Los Angeles - Atlanta - Boston - Chicago - Houston - Denver - Miami - New York - San Francisco - Seattle - Honolulu - Guam |